# Calosoma klapperichi
Calosoma klapperichi is een keversoort uit de familie van de loopkevers (Carabidae). De wetenschappelijke naam van de soort is voor het eerst geldig gepubliceerd in 1955 door Mandl.
De kever wordt 20 tot 25 millimeter lang en is brachypteer (kan niet vliegen).
De soort komt voor in het noordoosten van Afghanistan op hoogtes van ongeveer 3200 tot 3500 meter boven zeeniveau.
Sommige auteurs beschouwen de soort als ondersoort van Calosoma regelianus.